# الغيتار الخيالي

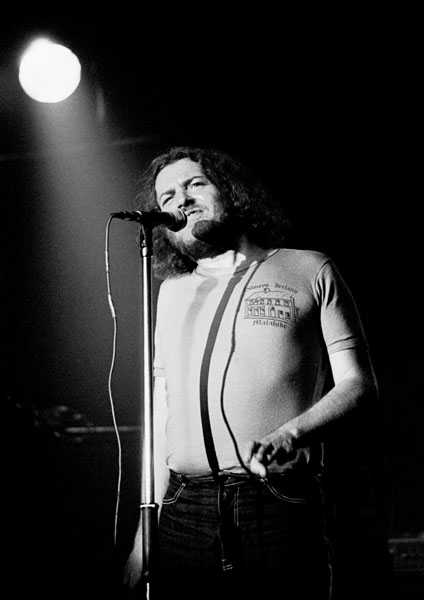
ساعدت حركات جو كوكر المميزة في ظهور الغيتار الخيالي.

غيتار خيالي (الجيتار الخيالي) أو هوائي أو تخيلي هو أداء يمثل شكلًا من أشكال الرقص والحركة والتي يتظاهر فيها المؤدي بالعزف على أنغام موسيقى الروك باستخدام غيتار كهربائي، ويشمل ذلك الأداء المنفرد في العزف، وعزف النغمات المتكررة الإرتجالية، الخ. العزف على الغيتار الخيالي عادة ما يكون فيه مبالغة في التبختر وغالبًا ما يكون مصحوبًا بالغناء بصوت عال أو مزامنة الغناء بالفم. الجيتار الخيالي عادة ما يستخدم في المحاكاة الخيالية لموسيقى الجيتار الكهربائي أو الصوتي..